# Meem
Meem est une organisation pour l'aide mutuelle et l'activisme composée de femmes queer et de personnes trans, active au Liban entre 2007 et 2014. Le nom est un acronyme de Majmouaat Mouʾazara lil-Marʾa al-Mithliya.
En réaction à l'invisibilité des lesbiennes et à la domination masculine perçue au sein de Helem, trois femmes membres de cette organisation choisissent de créer une liste de diffusion exclusivement pour les femmes, et le 16 décembre 2006, elles tiennent leur première réunion hors ligne, à laquelle participent vingt-huit femmes. Ce groupe publie un zine appelé Suhaq. Le 4 août 2007, après quelques réunions, le groupe décide de créer Meem, avec une structure moins hiérarchique que Helem.
Meem dispose à Beyrouth d'un appartement de location qui sert de quartier général. Les photos y sont interdites, et de manière générale toute nouvelle adhérente est conviée auparavant à une rencontre dans un café pour prévenir les risques potentiels. Meem est coordonnée par une ou deux personnes mandatées tous les deux ans par consensus général au sein du groupe.
Au départ, Meem est purement un groupe d'aide mutuelle, et les discussions sur la religion et la politique sont exclues. Au fil des années, le groupe s'ouvre à l'activisme, et met particulièrement l'accent sur l'intersectionnalité. Il dénonce le pinkwashing israélien. Toutes les semaines, Meem publie Bekhsoos, un magazine en ligne avec contributrices anonymes, qui s'attache notamment à adapter les discours LGBT anglophones à la langue arabe.

## Publications
- Bareed Mista3jil: True Stories